# Université Aristote de Thessalonique

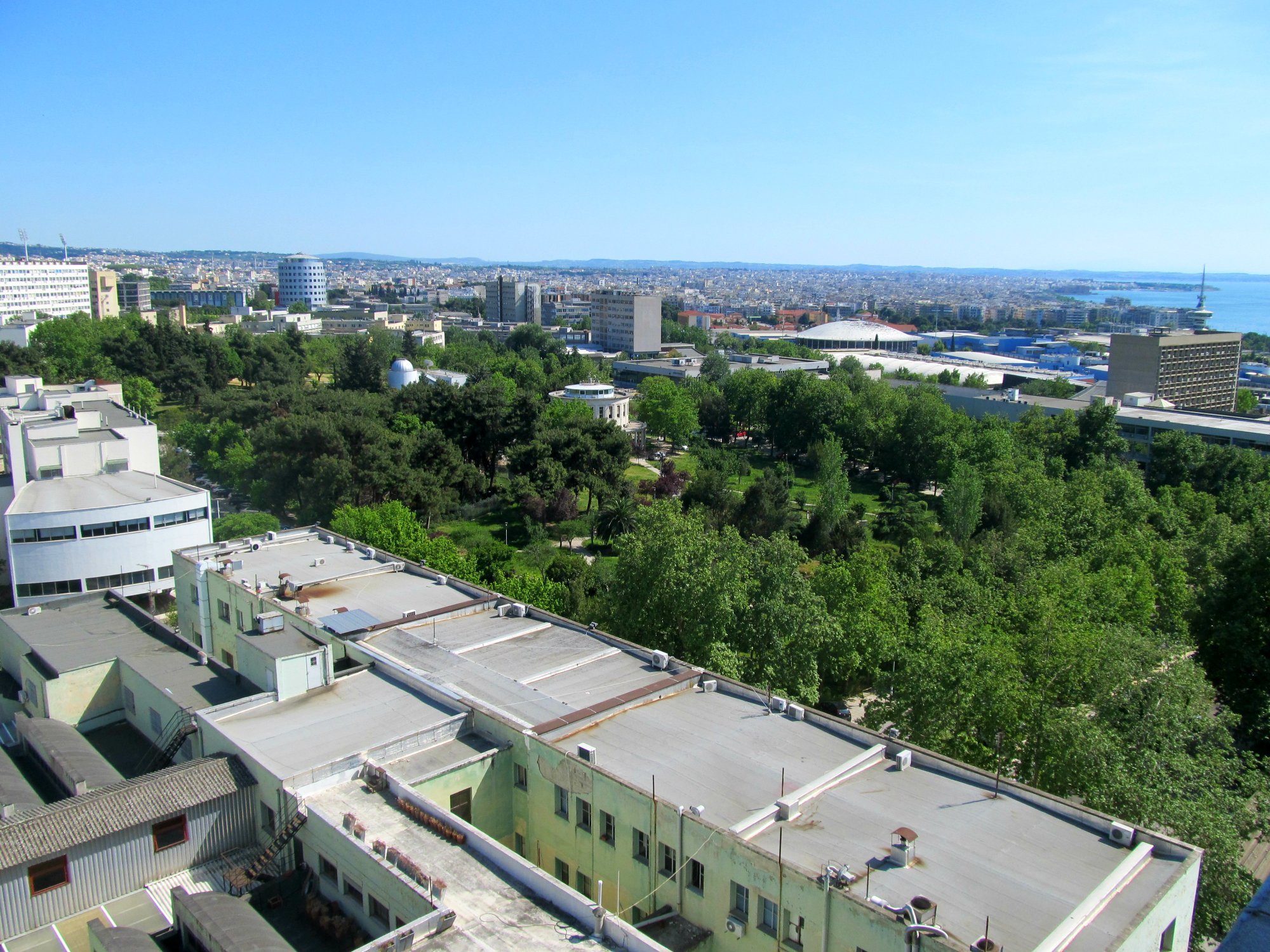
Vue du campus.

L’université Aristote de Thessalonique (en grec moderne : Αριστοτέλειο Πανεπιστήμιο Θεσσαλονίκης, Aristotélio Panepistímio Thessaloníkis) est une université publique grecque, située à Thessalonique. Elle fut créée en 1925 et compte 44 départements. 

## Historique
L'université Aristote de Thessalonique est créée en 1925 sous l'impulsion du gouvernement d'Aléxandros Papanastasíou, et ouvre ses portes en 1926 avec la faculté de philosophie. La faculté de physique et mathématiques ouvre l'année suivante, et la faculté de droit et économie en 1928. Les facultés de médecine et de théologie démarrent en 1941. Dans les années 1950 sont créés la faculté de vétérinaire, l'institut des langues étrangères, l'école d'ingénieurs, et l'école de dentistes. En 1982, l'université restructure ses cursus et poursuit son développement.
Avant d’être érigée en université en 1925, le bâtiment était une école bâtie au début du XXe siècle avec les pierres tombales de l'ancien cimetière juif de Salonique sur lequel l'université s'élève aujourd'hui,. Un mémorial érigé sur le campus rappelle la destruction de cette nécropole.

## Relations internationales
L'université fait partie du Réseau d'Utrecht et de Top International Managers in Engineering. Membre fondateur du Groupe de Coimbra en 1987, l'université Aristote de Thessalonique quitte l'association en 2014,.
En mars 2014, l'université Aristote de Thessalonique signe un programme de collaboration avec l'université Fan Noli.

## Facultés
- Faculté de philosophie
- Faculté de sciences
- Faculté de sciences géotechniques
- Faculté de droit et économie
- Faculté de la santé
- Faculté de théologie
- Faculté d'ingénieurs
- Faculté de l'éducation
- Faculté des beaux-arts
- École de l'éducation physique et sportive
- École de journalisme et média
- École de sciences politiques

## Personnalités liées à l'université

### Directeurs
- Georgios Chatzidakis[1]
- Chrístos Tsoúntas[1]

### Professeurs
- Réna Sakellarídou